# Campionati italiani di sci alpino 2024
I Campionati italiani di sci alpino 2024 si sono svolti a Sarentino e a Senales dal 25 marzo al 6 aprile; il programma includeva gare di discesa libera, supergigante, slalom gigante, slalom speciale e combinata, sia maschili sia femminili, ma le combinate sono state cancellate. 
Trattandosi di competizioni valide anche ai fini del punteggio FIS, vi hanno potuto partecipare anche sciatori di altre federazioni, senza che questo consentisse loro di concorrere al titolo nazionale italiano. 

## Risultati

### Uomini

#### Discesa libera
| Pos. | Atleta              | Nazione  | Tempo |
| ---- | ------------------- | -------- | ----- |
| 1    | Dominik Paris       | Italia   | 56,43 |
| 2    | Nicolò Molteni      | Italia   | 56,66 |
| 3    | Guglielmo Bosca     | Italia   | 56,87 |
| 4    | Mattia Casse        | Italia   | 56,95 |
| 5    | Emanuele Buzzi      | Italia   | 56,99 |
| 6    | Philipp Kälin       | Svizzera | 57,00 |
| 6    | Dominik Schwaiger   | Germania | 57,00 |
| 8    | Pietro Zazzi        | Italia   | 57,04 |
| 9    | Christof Innerhofer | Italia   | 57,09 |
| 10   | Jacob Schramm       | Germania | 57,27 |

Località: Sarentino

Data: 29 marzo

#### Supergigante
| Pos. | Atleta              | Nazione  | Tempo   |
| ---- | ------------------- | -------- | ------- |
| 1    | Guglielmo Bosca     | Italia   | 1:06,52 |
| 2    | Christof Innerhofer | Italia   | 1:06,72 |
| 3    | Giovanni Franzoni   | Italia   | 1:06,78 |
| 4    | Luca De Aliprandini | Italia   | 1:06,92 |
| 5    | Giovanni Borsotti   | Italia   | 1:07,12 |
| 6    | Maximilian Ranzi    | Italia   | 1:07,12 |
| 7    | Jacob Schramm       | Germania | 1:07,15 |
| 8    | Pietro Zazzi        | Italia   | 1:07,25 |
| 9    | Dominik Schwaiger   | Germania | 1:07,30 |
| 10   | Emanuele Buzzi      | Italia   | 1:07,35 |

Località: Sarentino

Data: 30 marzo

#### Slalom gigante
| Pos. | Atleta              | Nazione  | Tempo   |
| ---- | ------------------- | -------- | ------- |
| 1    | Luca De Aliprandini | Italia   | 1:27,65 |
| 2    | Simon Talacci       | Italia   | 1:27,88 |
| 3    | Alex Vinatzer       | Italia   | 1:27,95 |
| 4    | Filippo Della Vite  | Italia   | 1:27,97 |
| 5    | Hannes Zingerle     | Italia   | 1:27,98 |
| 6    | Patrick Feurstein   | Austria  | 1:28,09 |
| 7    | Dominik Raschner    | Austria  | 1:28,71 |
| 8    | Adrian Pertl        | Austria  | 1:28,76 |
| 9    | Hayata Wakatsuki    | Giappone | 1:28,90 |
| 10   | Tobias Kastlunger   | Italia   | 1:28,98 |
| 10   | Simon Maurberger    | Italia   | 1:28,98 |

Località: Senales

Data: 6 aprile

#### Slalom speciale
| Pos. | Atleta            | Nazione  | Tempo   |
| ---- | ----------------- | -------- | ------- |
| 1    | Stefano Gross     | Italia   | 1:51,27 |
| 2    | Tobias Kastlunger | Italia   | 1:51,44 |
| 3    | Matteo Canins     | Italia   | 1:52,13 |
| 4    | Simon Maurberger  | Italia   | 1:52,26 |
| 5    | Corrado Barbera   | Italia   | 1:52,32 |
| 6    | Edoardo Saracco   | Italia   | 1:52,37 |
| 7    | Ralph Seidler     | Austria  | 1:52,88 |
| 8    | Stefano Pizzato   | Italia   | 1:53,04 |
| 9    | Alessandro Pizio  | Italia   | 1:53,11 |
| 10   | Linus Witte       | Germania | 1:53,33 |

Località: Senales

Data: 5 aprile

#### Combinata
La gara, in programma il 30 marzo a Sarentino, è stata cancellata.

### Donne

#### Discesa libera
| Pos. | Atleta              | Nazione  | Tempo   |
| ---- | ------------------- | -------- | ------- |
| 1    | Nicol Delago        | Italia   | 1:05,69 |
| 2    | Laura Pirovano      | Italia   | 1:05,83 |
| 3    | Nadia Delago        | Italia   | 1:05,90 |
| 4    | Elisabeth Kappaurer | Austria  | 1:06,03 |
| 5    | Franziska Gritsch   | Austria  | 1:06,11 |
| 6    | Ricarda Haaser      | Austria  | 1:06,17 |
| 7    | Nadine Kapfer       | Germania | 1:06,18 |
| 8    | Yvonne Gadola       | Austria  | 1:06,40 |
| 9    | Sara Thaler         | Italia   | 1:06,41 |
| 10   | Vicky Bernardi      | Italia   | 1:06,43 |

Località: Sarentino

Data: 25 marzo

#### Supergigante
| Pos. | Atleta              | Nazione  | Tempo   |
| ---- | ------------------- | -------- | ------- |
| 1    | Ricarda Haaser      | Austria  | 1:12,91 |
| 2    | Matilde Lorenzi     | Italia   | 1:13,08 |
| 3    | Laura Pirovano      | Italia   | 1:13,31 |
| 4    | Julia Scheib        | Austria  | 1:13,32 |
| 5    | Franziska Gritsch   | Austria  | 1:13,36 |
| 6    | Elisabeth Kappaurer | Austria  | 1:13,51 |
| 7    | Nicol Delago        | Italia   | 1:13,54 |
| 8    | Nadia Delago        | Italia   | 1:13,57 |
| 9    | Anna Shillinger     | Germania | 1:12,66 |
| 10   | Sara Allemand       | Italia   | 1:13,95 |

Località: Sarentino

Data: 26 marzo

#### Slalom gigante
| Pos. | Atleta             | Nazione  | Tempo   |
| ---- | ------------------ | -------- | ------- |
| 1    | Federica Brignone  | Italia   | 2:00,96 |
| 2    | Giorgia Collomb    | Italia   | 2:03,36 |
| 3    | Vanessa Kasper     | Svizzera | 2:03,97 |
| 4    | Lara Della Mea     | Italia   | 2:04,03 |
| 5    | Elisa Platino      | Italia   | 2:04,39 |
| 6    | Ilaria Ghisalberti | Italia   | 2:04,71 |
| 7    | Francesca Carolli  | Italia   | 2:04,73 |
| 8    | Matilde Lorenzi    | Italia   | 2:04,84 |
| 9    | Camilla Vanni      | Italia   | 2:04,86 |
| 10   | Emilia Mondinelli  | Italia   | 2:05,45 |

Località: Senales

Data: 3 aprile

#### Slalom speciale
| Pos. | Atleta                  | Nazione | Tempo   |
| ---- | ----------------------- | ------- | ------- |
| 1    | Marta Rossetti          | Italia  | 1:29,57 |
| 2    | Martina Peterlini       | Italia  | 1:29,67 |
| 3    | Emilia Mondinelli       | Italia  | 1:29,91 |
| 4    | Tatum Bieler            | Italia  | 1:30,04 |
| 5    | Vera Tschurtschenthaler | Italia  | 1:30,13 |
| 6    | Beatrice Sola           | Italia  | 1:30,17 |
| 7    | Ambra Pomarè            | Italia  | 1:31,27 |
| 8    | Vivien Insam            | Italia  | 1:31,27 |
| 9    | Lara Della Mea          | Italia  | 1:31,41 |
| 10   | Giorgia Collomb         | Italia  | 1:31,67 |

Località: Senales

Data: 4 aprile

#### Combinata
La gara, in programma il 26 marzo a Sarentino, è stata cancellata.